# 实际寺
实际寺位于安徽省合肥市庐江县冶父山东麓，是一座汉传佛教寺院。

## 历史
实际寺始建于唐朝乾宁五年（公元898年），由唐代伏虎禅师创建，唐昭宗赐号「孝慈伏虎禅师」，原称冶父寺。
宋初，宋太祖赵匡胤改冶父寺为实际寺，并赐「实际禅寺」匾额，实际寺之名始于此。
此后实际寺几经战乱，六废七兴，目前的寺庙建筑为十年浩劫后重建。

## 寺名
二字出自佛经，意为真如自性。《无量佛经》云：“开化显示真实之际，惠以众生真实之利。”